# 奈良電気鉄道デハボ1100形電車
奈良電気鉄道デハボ1100形電車（ならでんきてつどうデハボ1100がたでんしゃ）とは、奈良電気鉄道（奈良電）が保有した電車の1形式である。
本項では同時設計の姉妹形式であり、運用面での関連性の強い奈良電気鉄道クハボ700形電車についても併せて取り扱う。

## 概要
第二次世界大戦の敗戦後、燃料事情の極端な悪化と食料買出し客の激増により、奈良電も運行する列車がことごとく超満員の状態を呈していた。
敗戦直後の最悪の時期には、戦時中の酷使に起因する故障頻発により奈良電唯一の電動車形式であった開業以来のデハボ1000形24両の可動率が約50パーセント前後にまで悪化、定期運用の維持が困難となった。また、1948年頃までは燃料不足などの事情からバスなどの代替交通機関も存在せず、加えて都市部から農村へ向かう買出し客が急増したため曲がりなりにも列車の運行を続けていた鉄軌道に乗客が集中、奈良電もその影響で乗客が激増した。
このため他社と同様、奈良電でも車両増備が急務となった。だが、輸送需要がピークを迎えていた1947年の時点では、市場全体の慢性的な資材不足もあって各社共に自社線の設備に適応した独自設計の車両を調達するのは至難であり、運輸省からの割り当てに従い国鉄モハ63形の受け入れを実施した路線のみがかろうじて新車導入ができる状況であった。
だが、1947年後半にはようやく資材不足の状況に改善の兆しが見え始めた。また、車両設計認可を所轄する運輸省もモハ63形の割り当て時の辞退状況などから同形式の入線が困難な各社線の状況を把握、それら各線に投入可能な規格型電車の設計をメーカーやユーザーとなる各社の意見を交えて実施することとした。
この規格型電車では17m級のA型、15m級のB型と2つの標準モデルを設定、これらの車体幅を変更した派生モデルを用意することで、各社線のニーズに応えることとなった。
このような情勢を背景として、車両不足に悩む奈良電にもこの規格型電車の製造割り当てが認められることとなり、規格型電車のB型仕様に準拠する形で、ようやく6両の新造車導入が実現する運びとなった。かくして、1948年2月に奈良電の一方の親会社たる近畿日本鉄道の子会社である近畿車輛において、以下の6両が製造された。
- デハボ1100形1101 - 1103
両運転台式制御電動車。

- クハボ700形701 - 703
片運転台式制御車。

## 車体
車体長15,000mm、全長15,920mm、車体幅2,600mm、最大幅2,620mm、片引き式の客用扉幅が1,100mm、そして二段上昇式の側窓幅が700mm、と運輸省規格型電車（B型）の仕様に忠実に従う設計の半鋼製車体を備える。
その設計は乗り入れ先である近畿日本鉄道奈良線の主力車であり、やはり運輸省規格型電車（B'型）の仕様に従い、なおかつ同時期に同じ近畿車輛で製造されたモ600形608 - 627（初代）を基本としつつ、車体幅を150mm、車体長を200mm拡大したものとなる。
これらは窓配置が同様でなおかつ窓寸法は同一であるため、凝縮感の強いモ600形と比較してややゆったりとした印象を与える外観となっている。
窓配置はデハボ1100形がd2(1)D5D(1)2d（d：乗務員扉、D：片開客用扉、(1)：戸袋窓、数字：側窓数）で両端に全室式の運転台を置くのに対し、クハボ700形は奈良電の既存制御車の仕様や運用実績に従い、d2(1)D6D(1)2として京都寄りにのみ全室式の運転台を備え、奈良寄り運転台を省略して捻出されたスペースを扉間に回している。
座席はロングシート、通風器はガーランド式である。

## 主要機器
製造時の時代背景を反映し、規格設計品が多く採用されている。

### 主電動機
端子電圧600V時定格出力90kW、定格回転数790rpmの東洋電機製造TDK-553/2BMを吊り掛け式で各台車に2基ずつ計4基装架する。歯数比は21:59=2.81である。
この電動機は運輸省から重点指定を受けた、いわゆる規格型電車用標準モーターの1つであり、同じ1948年に竣工した規格型電車の京阪神急行電鉄京阪線1300形および新京阪線700形などにも同系機種が採用されている。

### 制御器
デハボ1000形と同様、東洋電機製造ES-155-A電動カム軸式制御器を搭載する。

### 集電装置
デハボ1100形は奈良寄りに、クハボ700形は京都寄りに、それぞれ東洋電機製造PT-24菱枠パンタグラフを各1基搭載する。

### 台車
両形式共に扶桑金属工業KS-33Lを装着する。ボールドウィンA形に由来する鋳鋼製釣り合い梁式台車である。

### ブレーキ
日本エヤーブレーキ製M三動弁によるM自動空気ブレーキを搭載する。

## 運用
規格型電車の仕様に忠実に従ったために車体長は短くなったが、奈良電としては第二次世界大戦後初の新造車であり、1963年10月1日に実施された奈良電気鉄道の近畿日本鉄道への吸収合併まで同社の主力車種の一つとして重用された。
1953年には旅客サービスの向上を狙って、デハボ1102・1103の客用扉間のロングシートを撤去してクロスシートを設置、両端を対面配置の固定式、その間の3脚ずつを転換式としている。
また、1954年のデハボ1200形投入に伴うクハボ600形602・603の整備時には、クハボ701・702のKS-33L台車がクハボ602・603の梅鉢車輌D-16釣り合い梁式組み立て台車と交換された。
更にデハボ1101形はトップナンバーであるデハボ1101が1957年の特急増発に伴うデハボ1350形1353の新造時に台車と電装品を供出、台車を電動貨車用の日本車輌製造NE4に交換の上で奈良寄り運転台を完全に撤去し、窓配置d2(1)D5D(1)3あるいは3(1)D5D(1)2dの制御車に改造してクハボ700形に編入、クハボ704に改番されている。
このように主力車とは言いながら、新たに看板電車となった特急に充当される機会がないまま本形式の奈良電時代は推移した。
奈良電気鉄道の近畿日本鉄道との合併の際にはデハボ1100形1102・1103が、形式名を670系に改めたうえで、モ670形671・672に、クハボ700形701 - 704がク570形571 - 574へそれぞれ改番され、その後順次ク570形のパンタグラフが撤去された。

### 予備特急の予備
近鉄への吸収合併・670系への改番後も、しばらくは比較的地味な運用への充当が続いていた本形式であるが、合併直後の1965年に思いもよらぬ形で脚光を浴びることとなった。
この年、近鉄が京都 - 大和西大寺 - 橿原神宮駅間に有料特急を新設するにあたって、旧奈良電のクロスシート車であるモ680形（旧デハボ1200形）、モ690形（旧デハボ1350形）、それにク580形（初代。旧クハボ600形）の3形式7両がその専用車に抜擢され、大改装の上で正規特急車（680系）2両編成2本と予備特急車（683系）3両編成1本に再編された。
これはこの新しい有料特急が失敗に終わった場合を考慮して、また予算面での制約もあって特急車を運用充足に必要な最小両数に絞ったことが原因であった。
だが、京都と橿原神宮駅という、近鉄沿線でも有数の観光地群を沿線に有する区間を結び、さらには新幹線にも連絡するこの新しい特急は、近鉄本社の杞憂とは裏腹に、観光客を中心に好評を博した。そのため、同年12月には京都 - 橿原神宮駅間特急の間合い運用として短距離ながら需要の多い京都 - 近畿日本奈良間特急が新設され、さらには1965年3月18日のダイヤ改正で吉野特急が新設されたのに合わせ、京都 - 橿原神宮駅間特急はこれと連絡するようにダイヤが修正され、加えて需要の多い京都 - 近畿日本奈良間特急を1往復増発、それぞれ1日6往復ずつ運転されるに至った。
その結果、京都線特急車は常時3編成の運用が必要となった。このため、同日以降は本来680系の検査時に代走する予備車として改造されたはずの「予備特急車」であり、冷房装置を持たず接客設備面でも見劣りする683系が定期特急運用に恒常的に充当されるという、当初の近鉄当局の想定に無かった事態が発生した。
この事態を重く見た近鉄当局は、急遽、京都・橿原線特急用に冷房装置を搭載した正規特急車を新造することを決定、冷房サービスが求められる同年夏までに683系を定期運用から外すこととした。かくして、予算の都合でモ600形（初代）からの電装品流用となったが、当時の大阪線特急車の主力車種である「新エースカー」こと11400系に準じた車体を備える18000系の製造が近畿車輛で開始された。しかし、車両の新造には時間がかかるため、3月のダイヤ改正から18000系の竣工が予定された6月までの3ヶ月間については、本来683系が果たすものであった定期特急用車両の検査時用予備車、つまり「予備特急車の予備」の役割を果たす車両が必要となった。
これに伴い、当時の京都・橿原線系統の在籍車の中から、近鉄合併後も扉間のクロスシートを維持しており特急として使用可能な接客設備を備えていたモ671・672（旧デハボ1102・1103）に白羽の矢が立った。そこで、これら2両は一般車塗装のままであったものの多少の整備を実施され、680系・683系などと同じ大型の特急ヘッドサインを掲げた状態とした上で、新田辺車庫にて常時待機状態に置かれることとなったのである。
これら2両は正規特急車である680系ばかりでなく、予備特急車である683系と比較しても設備面で大きく見劣りし、また座席数も少なかった。そのため、特急運用への充当回数は最小限に留められたが、「予備特急車の予備」としての待機期間中、正規・予備の両特急車の定期検査時やモ681の自動車事故による修理期間を中心に何度か定期特急運用に充当されており、いわゆる遜色特急であったことから人々の注目を集めた。
もっとも、予定通り1965年6月に18000系第1編成が竣工したことで、これら2両を特急に充当する必然性は無くなり、ここで670系は「予備特急車の予備」の任を解かれている。

### 昇圧から廃車まで
「予備特急車の予備」運用の終了後、モ671・672はロングシート化され、更に1969年の京都・橿原線の昇圧時には、車齢が20年前後で車体が十分継続使用に耐えるものであったことから400系への編入対象車となった。これに伴い、京都寄り運転台を撤去の上で主電動機を昇圧に対応しないTDK-553/2BMから奈良線600系用の三菱電機MB-213-AFに、制御器を新製の三菱電機AB自動加速制御器に、ブレーキは中継弁付のAMAR（ARブレーキ）へそれぞれ交換・改造してモ400形403・404（2代目）になった。
また、ク571 - 574は主幹制御器を三菱AB用に、ブレーキを中継弁付のACARへ交換、昇圧に伴い電動車に搭載しきれなくなった補機類を集約分散搭載、さらにク574は台車を廃車となったモ430形からの発生品である住友製鋼場84A-34-BC3釣り合い梁式台車をローラーベアリング化改造したものに交換されて同系のク300形301 - 304（2代目）に、それぞれ改番された。
これらはモ400形とク300形で2両固定編成を組み、生駒線などの支線区を中心に運用されたが、老朽化が進んだことと大型の8000系の増備に伴い余剰となった中型の800・820系がそれら支線区へ転用されるようになったことなどから、ク301は1976年に、モ403・404、ク302-304は1977年にそれぞれ廃車され、順次解体された。
そのため全車とも現存しない。